# 임유진 (배구인)
임유진(林愉珍·1983년 11월 24일 ~ )은 대한민국의 배구인이다. 구미 한국도로공사 EX 소속이었다. 포지션은 레프트이며, 신장은 180cm, 스파이크 높이는 280cm, 블로킹 높이는 270cm이다. 2001년 한국도로공사에 입단했으며, 2002년 포항여자고등학교를 졸업했다. 2006~2007 시즌을 끝으로 은퇴를 했다.

## 국가대표 출전 경력
- 1999년 세계유스선수권대회
- 2001년 세계청소년선수권대회
- 2003년 월드그랑프리 배구대회, 아시아선수권대회, 월드컵

## 수상 경력
- V-리그 기량발전상: 2006